# 邱奇兰斯高级中学
邱奇兰斯高级中学（英文：Churchlands Senior High School，又译作车驰兰斯高级中学），是一所位于澳大利亚珀斯市的学校，建于1962年。该校有2718名学生。有六个年级，从七年级到十二年级。